# Sakimori
Sakimori (japanisch 防人) waren Grenzsoldaten auf Kyūshū im Japan des 7. bis 10. Jahrhunderts.

## Begriff
Sakimori bedeutet in der Schreibweise 防人 ‚Verteidiger‘, was jedoch ein Jukujikun ist, d. h. die Schriftzeichen werden nur in dieser Kombination so gelesen und hier derartig gewählt um einen japanischen Begriff mit einem bestehenden chinesischen Konzept zu beschreiben, da es eine entsprechend geschriebene Truppengattung (chinesisch 防人, Pinyin fángrén) bereits in Tang-China gab. Der japanische Begriff setzt sich aus saki ‚Kap‘ und mori ‚Schutz; schützen, bewachen‘ zusammen. Hans A. Dettmer übersetzt den Begriff als ‚Küstenwächter‘.
Sakimori ähneln den Hinamori (夷守 ‚Barbarenwächter‘) und Shimamori (島守 ‚Inselwächter‘), die zuvor zur Sicherung der japanischen Grenzen bestanden, wobei ersterer Begriff bereits im Weizhi Dongyi zhuan aus dem 3. Jahrhundert erwähnt wird. Sakimori sollten nicht mit den spätestens 737 aufgestellten chinpei (鎮兵 ‚Befriedungssoldaten‘) des Chinjufu verwechselt werden, die im Norden Japan dienten und deren Aufgabe nicht ausschließlich der Grenzschutz im Sinne von Grenzwahrung war, sondern auch die Unterwerfung der Emishi und damit Ausdehnung der Reichsgrenzen.

## Geschichte
Nach dem Nihon Shoki wurden sie erstmals im Zuge der Taika-Reformen im Jahr 645 aufgestellt. Wahrscheinlicher ist jedoch eine Aufstellung nach der verheerenden Niederlage Japans bei der Schlacht von Hakusukinoe im 663, nach der der Kaiserhof eine Invasion auf Kyushu seitens Tang-Chinas und dessen koreanischem Verbündeten Silla befürchteten musste – Japan selber war mit Sillas Rivalen Baekje verbündet. Gesichert ist, dass nach der Schlacht von Hakusukinoe Kyushu, sowie die vorgelagerten Inseln Tsushima und Iki, mit der Einrichtung des Militärgouvernements Dazaifu, unter militärischer Sonderverwaltung gestellt und ein umfangreicher Festungsbau begonnen wurde.
In diesem Zuge wurden Soldaten nach Nordkyushu und den Inseln zur Verteidigung abgeordnet und im Dazaifu die Behörde Sakimori no tsukasa (防人司) eingerichtet. Kontemporäre Quellen beschreiben, dass die Soldaten aus allen Provinzen Japans herangezogen wurden – nachweisbar sind jedoch nur aus Ostjapan abgezogene Truppen. Die Soldaten dienten fernab der Heimat für drei Jahre, konnten jedoch ihre Familien, Sklaven und Vieh mitbringen. Ihre Arbeitswoche betrug neun Tage, gefolgt von einem freien Tag. Neben ihren Wach- und sonstigen militärischen Tätigkeiten, mussten sie ihre Versorgung durch Reis- und Ackerbau selbst sicherstellen.
Wie sich aus Steueraufzeichnungen belegen lässt, wurde Mitte des 8. Jahrhunderts aus Kostengründen dazu übergegangen, Soldaten aus den zu bewachenden Provinzen selbst zu beziehen.
Schließlich sind zu Anfang des 10. Jahrhunderts die Sakimori nicht mehr nachweisbar.

## Sakimori-uta
Bekannt sind die sakimori durch Gedichte (uta) in der im Jahr 759 kompilierten Gedichtanthologie Man’yōshū. Die Gedichte der sakimori bzw. deren Verwandten unterscheiden sowohl stilistisch durch ihre Einfachheit von denen des Hofadels, sprachlich dadurch, dass sie in den Dialekten Ostjapans statt den Westjapans in der die Hauptstadt lag verfasst wurden, als auch durch ihre Themenwahl, die von der Sehnsucht nach ihrer Heimat und ihrer Arbeit berichten. Sie zeigen aber auch, dass Gedichte und das Verfassen solcher nicht nur in der Oberschicht, sondern auch im gemeinen Volk beliebt war.
Der Liedermacher Masashi Sada adaptierte 1980 eines dieser Gedichte in seiner Ode Sakimori no uta.